# Nachal Abikos
Nachal Abikos (hebrejsky: נחל אביקוס) je vádí na pomezí pahorkatiny Šefela a pobřežní nížiny v Izraeli.
Začíná v nadmořské výšce okolo 150 metrů severovýchodně od obce Kfar Menachem, na severním okraji turisticky využívaného lesního komplexu Ja'ar Charuvit. Směřuje pak k západu zemědělsky využívanou mírně zvlněnou krajinou. Severně od vesnice Kfar Menachem ústí zprava do toku Nachal Charuvit.